# Enzyklopädie der modernen Ukraine

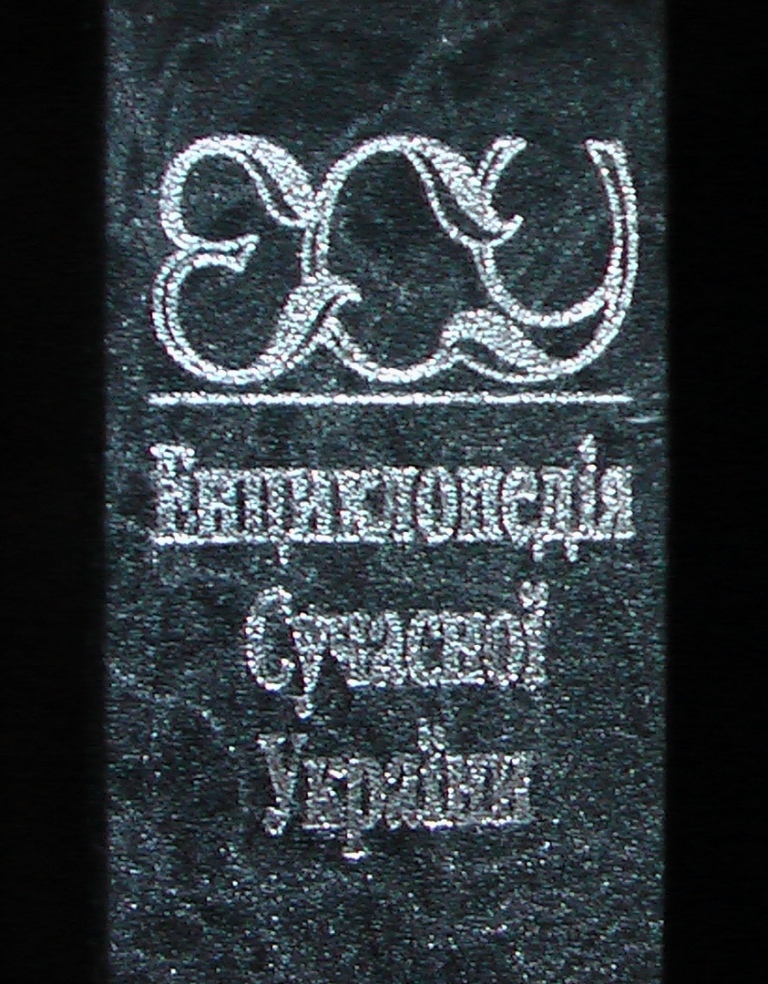

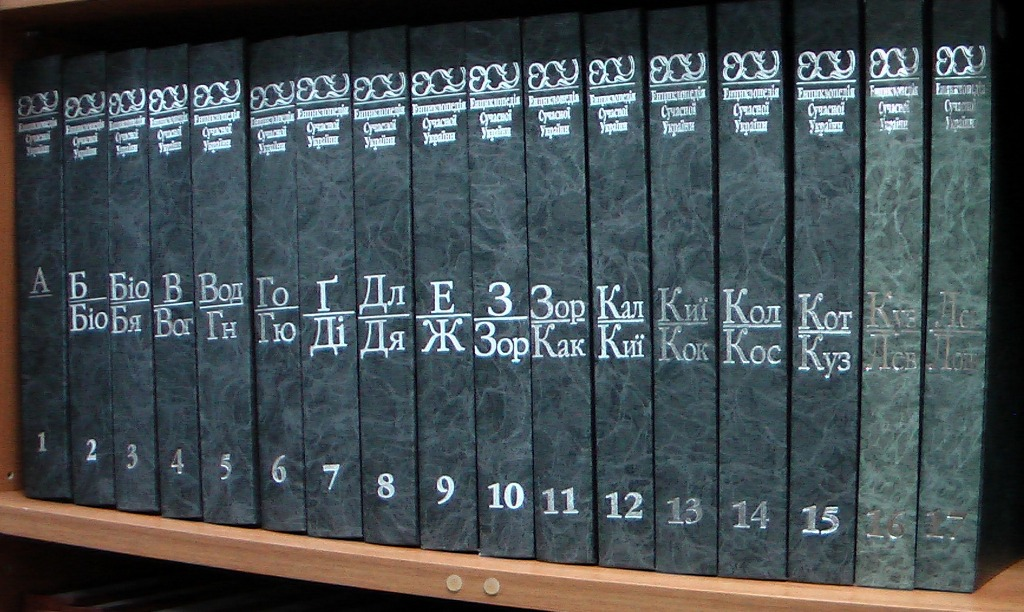
Enzyklopädie der modernen Ukraine 2017

Die Enzyklopädie der modernen Ukraine (ukrainisch Енциклопедія сучасної України/Enzyklopedija sutschasnoji Ukrajiny (ESU), englisch Encyclopedia of Modern Ukraine) ist eine vom Kiewer Institut für enzyklopädische Forschung der Nationalen Akademie der Wissenschaften der Ukraine in ukrainischer Sprache veröffentlichte Enzyklopädie über die Ukraine des 20. und 21. Jahrhunderts. Die Mitwirkung der Autoren, die zumeist Wissenschaftler sind, geschieht ehrenamtlich.
Die zunächst auf 30 Bände geplante ukrainische Universalenzyklopädie, von der bisher 24 Bände bis Buchstabe O erschienen sind, beinhaltet alle Lebensbereiche der Ukraine: Geschichte, Kultur, Kunst und Literatur, Wissenschaft, Geographie, Natur, das politische System, die ukrainische Wirtschaft und Industrie sowie Sport und Jugendkultur. Nachdem das ukrainische „Wer ist wer?“ nach der letzten Ausgabe von 2007 nicht mehr fortgeführt wird, ist die ESU auch eine wichtige Quelle für Biografien.
Die seit 2001 veröffentlichte Enzyklopädie wird nach Fertigstellung mehr als 100.000 Artikel mit etwa 80.000 Abbildungen und Farbzeichnungen enthalten.
Bisher wurden 10.000 Exemplare jeden Bandes gedruckt. Gelegentlich werden wie bisher in Band 8 Nachträge ergänzt.